# 吉姆萨染液

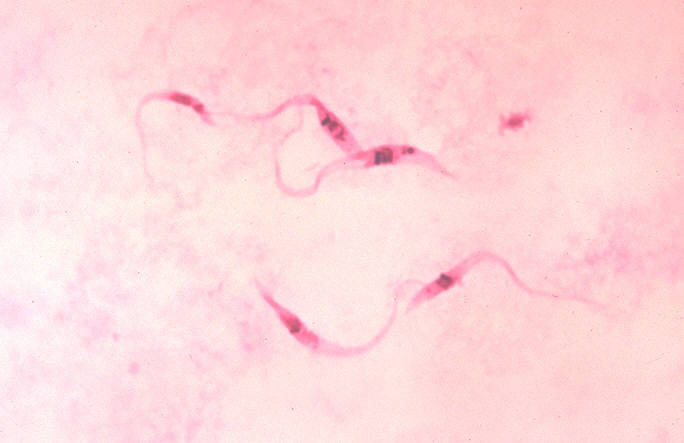
吉姆薩染液顯現之錐蟲"(Trypanosoma)寄生蟲(查加斯病病原)

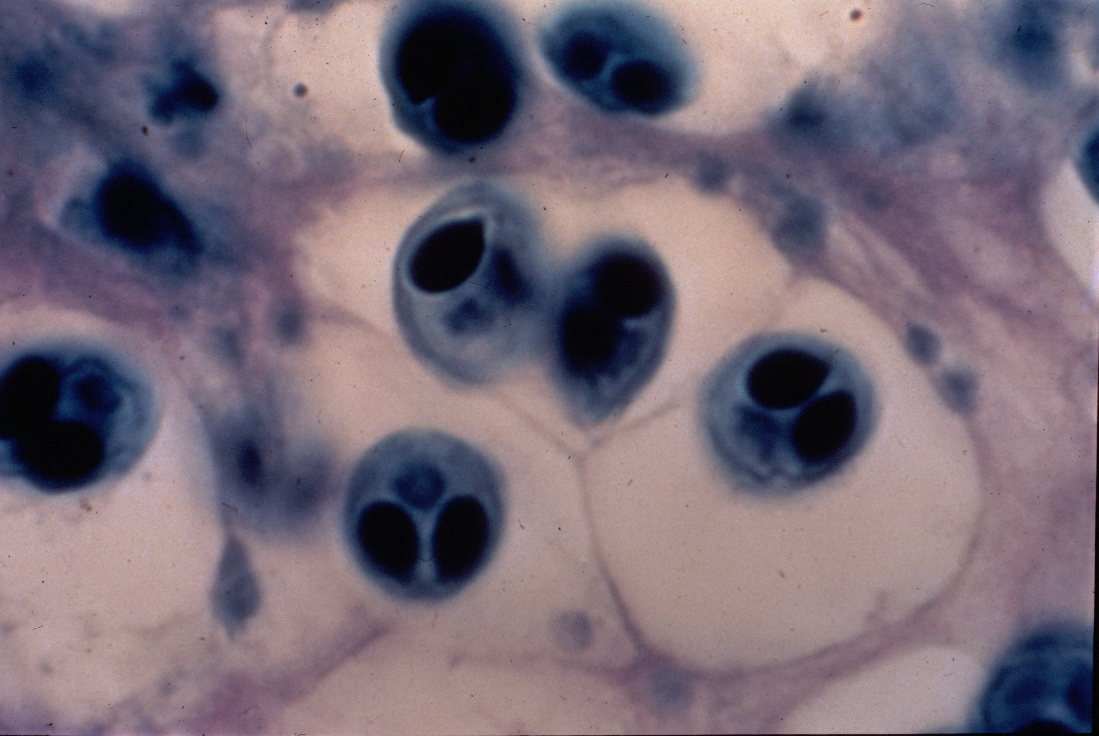
以吉姆薩染液顯現之脑粘体虫病節

吉姆萨染液（英語：Giemsa stain）是一种用于染色体的染色方法。它是罗曼诺夫斯基染色法的改进版本。以它的发明者，德国汉堡科学家古斯塔夫·吉姆沙命名。染色物质Giemsa与DNA上的磷酸机团结合，可以用于产生G显带并制作染色体组型图。通过后者，可以观察到染色体变异，如缺失，易位等。
吉姆薩在A-T丰富的区段结合率高，通过显微镜可以观察到该区段呈暗带。